# The Looming Tower (Miniserie)
The Looming Tower ist eine US-amerikanische Fernseh-Miniserie aus dem Jahr 2018. Sie basiert auf Lawrence Wrights Sachbuch Der Tod wird euch finden und erzählt von den Ermittlungen der US-Behörden CIA und FBI, in den späten 1990er Jahren Terroranschläge durch Al-Qaida zu verhindern, und davon, wie ihre Arbeit die Terroranschläge am 11. September 2001 ermöglichten.

## Handlung
The Looming Tower verfolgt die wachsende Bedrohung durch Osama bin Laden und dessen Terrornetzwerk al-Qaida in den späten 1990er-Jahren und wie die Rivalität zwischen dem FBI und der CIA in dieser Zeit unbeabsichtigt den Weg für die Terroranschläge vom 11. September 2001 bereitet hat. Die Serie folgt Mitgliedern des I-49 Squad in New York und der Alec Station in Washington, DC, den Antiterroreinheiten von FBI bzw. CIA, während sie um die Welt reisen und das gleiche Ziel verfolgen: einen bevorstehenden Angriff auf US-Boden zu verhindern. In die Handlung eingestreut sind auch Archivmaterial der Presse, darunter zu den Anschlägen selbst oder Interviews von Politikern, und Anhörungen von FBI- und CIA-Beamten vor einem Untersuchungsausschuss im Jahr 2004.

## Veröffentlichung und Synchronisation
Die Originalfassung in englischer Sprache wurde für das US-amerikanische Videoportal Hulu produziert und vom 28. Februar bis 18. April 2018 veröffentlicht.
Es gibt zwei deutschsprachige Synchronfassungen. Eine erste, seit dem 9. März 2018 bei Prime Video veröffentlicht, war von „schlechter Qualität“, sodass Amazon sie schon nach einer Woche wieder aus seinem Video-on-Demand-Angebot entfernt hatte. Diese Synchronfassung war von den Produzenten der Miniserie bei den JBI Studios in Los Angeles in Auftrag gegeben worden.
Amazon ließ daraufhin eine zweite, vollständig neue Synchronfassung bei der Scalamedia in München erstellen. Die Dialogbücher der Episoden schrieben nun Marina Rehm, Edgar Möller und Cornelius Frommann. Dialogregie führten Marika von Radványi und Benedikt Rabanus. Die neu vertonten Episoden wurden seit dem 4. Mai 2018 wöchentlich veröffentlicht.
| Rollenname        | Schauspieler      | Synchronsprecher (1. Synchro) | Synchronsprecher (2. Synchro) | Rolle                                                             |
| ----------------- | ----------------- | ----------------------------- | ----------------------------- | ----------------------------------------------------------------- |
| John O’Neill      | Jeff Daniels      | Jörg Fischer                  | Wolfgang Condrus              | Leiter der FBI Counterterrorism Division                          |
| Ali Soufan        | Tahar Rahim       | Jim Boeven                    | Oliver Scheffel               | FBI-Agent mit libanesischen Wurzeln, Mitarbeiter bei John O’Neill |
| Diane Marsh       | Wrenn Schmidt     |                               | Melanie Manstein              | CIA-Mitarbeiterin                                                 |
| Robert Chesney    | Bill Camp         |                               | Lutz Schnell                  | FBI-Agent in Afrika                                               |
| Vince Stuart      | Louis Cancelmi    |                               | Frank Schaff                  | FBI-Mitarbeiter, tätig in der Alec Station der CIA                |
| Kathy Shaughnessy | Virginia Kull     |                               | Giuliana Jakobeit             | FBI-Agentin                                                       |
| Heather           | Ella Rae Peck     |                               | Katharina Schwarzmaier        | Freundin von Ali Soufan                                           |
| Floyd Bennet      | Sullivan Jones    |                               | Sebastian Winkler             | FBI-Agent                                                         |
| Richard Clarke    | Michael Stuhlbarg | Ben Bela Böhm                 | Axel Malzacher                | NSC-Mitarbeiter                                                   |
| Martin Schmidt    | Peter Sarsgaard   | Kai Wulff                     | Peter Flechtner               | Leiter der Alec Station der CIA                                   |

## Episodenliste
| Nr. | Deutscher Titel               | Originaltitel               | Erstausstrahlung Vereinigte Staaten | Deutschsprachige Erstausstrahlung (D) |
| --- | ----------------------------- | --------------------------- | ----------------------------------- | ------------------------------------- |
| 1   | Am Anfang war…                | Now it Begins…              | 28. Feb. 2018                       | 9. März 2018                          |
| 2   | Vom Glauben abkommen          | Losing My Religion          | 28. Feb. 2018                       | 16. März 2018                         |
| 3   | Fehler passierten             | Mistakes Were Made          | 28. Feb. 2018                       | 23. März 2018                         |
| 4   | Quecksilber                   | Mercury                     | 7. März 2018                        | 30. März 2018                         |
| 5   | Y2K                           | Y2K                         | 14. März 2018                       | 6. Apr. 2018                          |
| 6   | Jungen im Krieg               | Boys at War                 | 21. März 2018                       | 13. Apr. 2018                         |
| 7   | Der General                   | The General                 | 28. März 2018                       | 20. Apr. 2018                         |
| 8   | Eine ganz besondere Beziehung | A Very Special Relationship | 4. Apr. 2018                        | 27. Apr. 2018                         |
| 9   | Dienstag                      | Tuesday                     | 11. Apr. 2018                       | 4. Mai 2018                           |
| 10  | 9/11                          | 9/11                        | 18. Apr. 2018                       | 11. Mai 2018                          |

## Kritik
Der Filmdienst, aus dem sich das Lexikon des Internationalen Films speist, bewertete die Serie mit vier von fünf möglichen Sternen. Filmdienst-Autorin Felicitas Kleiner beurteilte sie als „beklemmend-spannende Politthriller-Serie“. Alex Gibney, einer ihrer Erschaffer, bemühe sich trotz Fiktionalisierung und Dramatisierung „um eine möglichst facettenreiche, weitgehend nüchterne Darstellung historisch gesicherter Vorgänge“, in der neben US-Agenten und ihren Verbündeten auch die Gegenseite und ihre Motive nicht aus dem Blick gerieten.
Weniger stark überzeugt äußerte sich Andrian Kreye in der Süddeutschen Zeitung. Letztlich sei die Serie „eben doch nur eine wirklichkeitsgetreue Variante der politisch zutiefst inkorrekten Hits Homeland und 24.“ Es handele sich „nur um eine geradlinige Agentenserie mit US-patriotischem Drall“.